# Massaker von Narva 1704

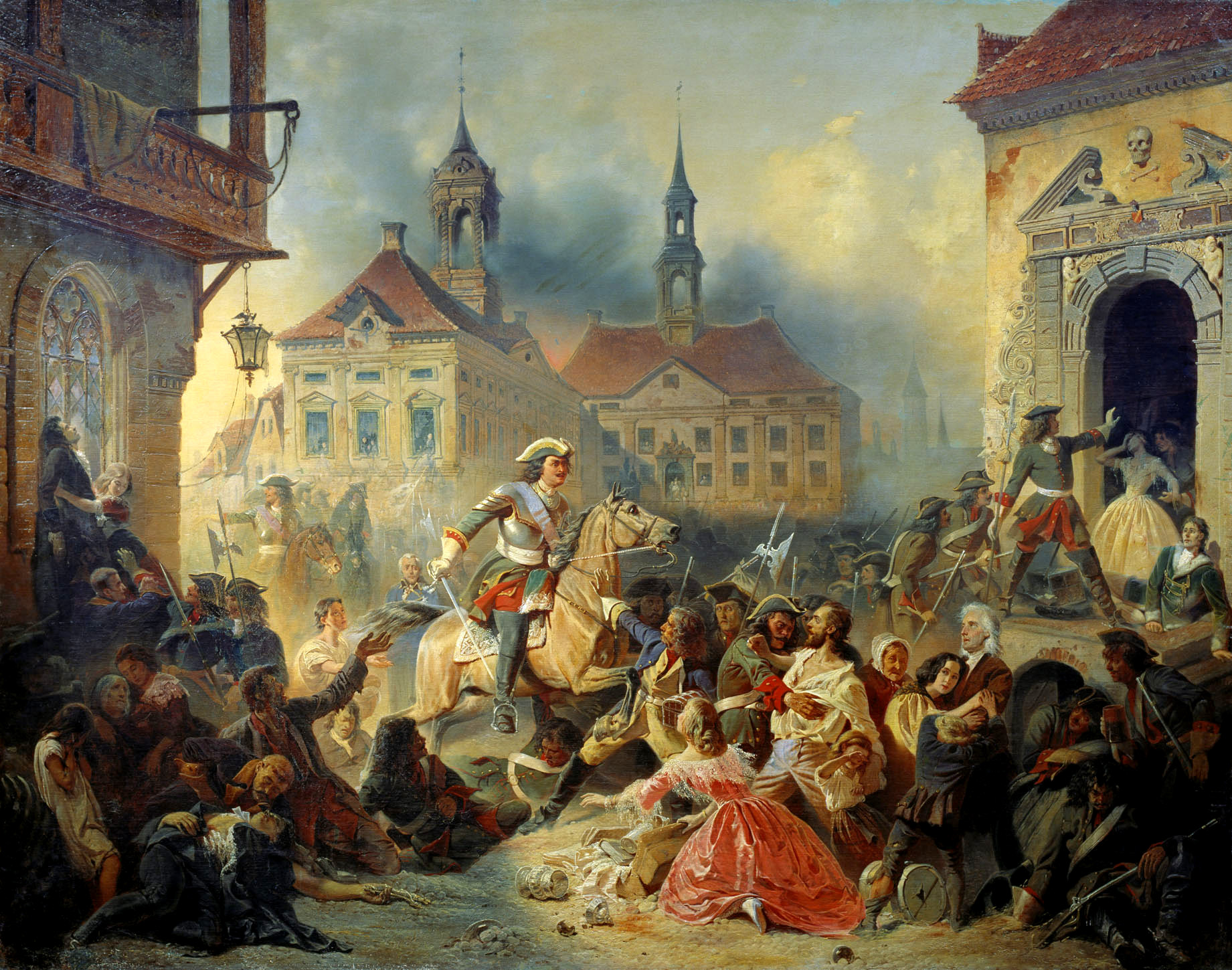
Zar Peter I. stoppt seine marodierenden Truppen nach dem Fall von Narva (Gemälde von Nikolai Sauerweid, 1859)

Das Massaker von Narva 1704 fand im Anschluss der Belagerung von Narva durch russische Armeeeinheiten am 20. August 1704 im Großen Nordischen Krieg statt. Binnen weniger Stunden wurden Tausende Kriegsgefangene und Bewohner der Stadt ermordet.

## Anlass
Die Stadt Narva wurde seit dem 27. Juni 1704 von überlegenen russischen Einheiten belagert. Hoffnung auf einen erneuten Entsatz durch die schwedische Armee wie 1700 gab es Anfang August für die Belagerten nicht mehr.
Der schwedische Festungskommandant Henning Rudolf Horn wies mehrere Kapitulationsforderungen der Russen zurück. Damit verstieß er gegen die Grundregeln frühmoderner Kriegsführung, die eine ehrenhafte Kapitulation der Garnison ermöglichte, wenn weiterer Widerstand militärisch aussichtslos erschien. Gleichzeitig erzürnte er Peter I., der sich seinerseits für die Niederlage in der Schlacht bei Narva vier Jahre zuvor revanchieren wollte. Inwieweit ein persönlicher Zwist zwischen Horn und Peter I. vorlag, ist nicht bekannt.
Dadurch wurde die Zivilbevölkerung zur Zielscheibe der russischen Vergeltungsaktionen.

## Ablauf des Massakers
Der Sturm auf die Stadt am 20. August 1704 kostete mehreren hundert russischen Soldaten das Leben. Als Genugtuung plünderten russische Soldaten die Stadt und massakrierten in den ersten Stunden nach Eroberung der Stadt alle nichtrussischen Menschen, auf die sie trafen. Viele Menschen, Soldaten wie Zivilisten, versuchten, in die nahe gelegene Festung Iwangorod zu fliehen. Aufgrund der Menge konnten aber nicht alle gleichzeitig in die Festung gelangen.
Über 1500 Soldaten und Offiziere sollen nach ihrer Kapitulation von den russischen Truppen getötet worden sein. Die Zahl der getöteten Zivilisten geht ebenfalls in die Tausende.
Russische Unterhändler deuteten dem Kommandanten der auf dem anderen Flussufer liegenden ebenfalls belagerten Festung Iwangorod anschließend an, bei dieser Festung ebenso zu verfahren wie mit der Stadt, falls die Verteidiger nicht kapitulieren sollten.
Die Toten wurden auf Wagen geladen und von der Brücke zur Festung Iwangorod ins Wasser der Narva geworfen.
Der Kommandant von Narva wurde gefangen genommen, von Peter I. persönlich misshandelt und in ein Verlies geworfen. Seine Frau kam bei dem Massaker ums Leben.